# Список рейдеров Эндрюса
Список людей из отряда Эндрюса, участвующих в апреле 1862 года в рейде на территории КША, известного как «Великая паровозная гонка».
| Портрет | Звание        | Имя                                 | Полк               | Судьба после рейда                                                                           | Дата награждения медалью Почёта     | Примечание |
| ------- | ------------- | ----------------------------------- | ------------------ | -------------------------------------------------------------------------------------------- | ----------------------------------- | --- |
|         | Гражданский   | Джеймс Эндрюс (ок. 1829—1862)       | —                  | 1 июня сбежал, но 2 июня был схвачен. Повешен 7 июня 1862 года                               | Не имел права как гражданское лицо  | Лидер рейда |
|         | Рядовой       | Уильям Бенсингер (1840—1918)        | 21-й Огайо         | Обменян 18 марта 1863 года                                                                   | 25 марта 1863                       | Позже повышен до капитана |
|         | Рядовой       | Уилсон Райт Браун (1837—1916)       | 21-й Огайо         | Сбежал 16 октября                                                                            | 17 сентября 1863                    | Машинист паровоза. Позже повышен до 2-го лейтенанта. Ранен в битве при Чикамоге. |
|         | Рядовой       | Роберт Буффум (1828—1871)           | 21-й Огайо         | Обменян 18 марта 1863 года                                                                   | 25 марта 1863                       | Позже повышен до 2-го лейтенанта |
|         | Рядовой       | Марк Вуд (1839—1866)                | 21-й Огайо         | Сбежал 16 октября                                                                            | 17 сентября 1863                    | Попал в плен в битве при Чикамоге. Повышен до 2-го лейтенанта. |
|         | Капрал        | Дэниель Дорси (1838—1918)           | 33-й Огайо         | Сбежал 16 октября                                                                            | 17 сентября 1863                    | Позже повышен до 1-го лейтенанта |
|         | Гражданский   | Уильям Хантер Кэмпбелл (1839—1862)  | —                  | Повешен 18 июня 1862 года                                                                    | Не имел права как гражданское лицо  | |
|         | Капрал        | Сэмюэл Левеллин (1841—1915)         | 33-й Огайо         | Перед рейдом дезертировал обратно на территорию Союза                                        | От награды отказался                | По пути в Мариетту был вынужден для сохранения конспирации завербоваться в армию Юга, из-за чего не участвовал в рейде. Позже повышен до сержанта. |
|         | Сержант       | Елайху Мейсон (1831—1896)           | 21-й Огайо         | Обменян 18 марта 1863 года                                                                   | 25 марта 1863                       | Позже повышен до капитана. Попал в плен в битве при Чикамоге. |
|         | Рядовой       | Уильям Джеймс Найт (1837—1916)      | 21-й Огайо         | Сбежал 16 октября                                                                            | 17 сентября 1863                    | Машинист паровоза. |
|         | Рядовой       | Джейкоб Уилсон Паррот (1843—1908)   | 33-й Огайо         | Обменян 18 марта 1863 года                                                                   | 25 марта 1863 (первый награждённый) | Позже повышен до 1-го лейтенанта |
|         | Капрал        | Уильям Питтенгер (1840—1904)        | 2-й Огайо Группа G | Обменян 18 марта 1863 года                                                                   | 25 марта 1863                       | Позже повышен до сержанта |
|         | Рядовой       | Джон Рид Портер (1838—1923)         | 21-й Огайо         | Сбежал 16 октября                                                                            | 17 сентября 1863                    | Проспал поезд из Мариетты, из-за чего не участвовал в рейде. Для конспирации пытался завербоваться в армию конфедератов. Позже повышен до 1-го лейтенанта. Последний из выживших рейдеров.                                                                                     |
|         | Капрал        | Уильям Генри Реддик (1840—1903)     | 33-й Огайо         | Обменян 18 марта 1863 года                                                                   | 25 марта 1863                       | Позже повышен до 2-го лейтенанта |
|         | Рядовой       | Сэмуэль Робертсон (1843—1862)       | 33-й Огайо         | Повешен 18 июня 1862 года                                                                    | 17 сентября 1863                    | Награждён посмертно |
|         | Сержант-майор | Мэрион Росс (1832—1862)             | 2-й Огайо          | Повешен 18 июня 1862 года                                                                    | 17 сентября 1863                    | Награждён посмертно |
|         | Сержант       | Джон Морхед Скотт (1839—1862)       | 21-й Огайо         | Повешен 18 июня 1862 года                                                                    | 4 августа 1866                      | Награждён посмертно |
|         | Рядовой       | Сэмюэль Славенс (1831—1862)         | 33-й Огайо         | Повешен 18 июня 1862 года                                                                    | 28 июля 1883                        | Награждён посмертно |
|         | Рядовой       | Овид Уэлфорд Смит (1844—1868)       | 2-й Огайо          | Был схвачен, но не опознан как рейдер. Неустановленным образом вернулся на территорию Союза. | 6 июля 1864                         | Использовал псевдоним Джеймс Смит. По пути в Мариетту был вынужден для сохранения конспирации завербоваться в армию Юга, из-за чего не участвовал в рейде. Позже повышен до капрала.                                                                                           |
|         | Рядовой       | Джон Альфред Уилсон (1832—1904)     | 21-й Огайо         | Сбежал 16 октября                                                                            | 17 сентября 1863                    | |
|         | Рядовой       | Джордж Дэвенпорт Уилсон (1830—1862) | 2-й Огайо          | Повешен 18 июня 1862 года                                                                    | 3 июля 2024                         | По правилам мог быть награждён медалью Почёта, но это сделано не было. 28 сентября 2008 года Министерство здравоохранения исправило это упущение, однако из-за бюрократических проблем награда официально была выдана только в 2024 году.                                      |
|         | Рядовой       | Джон Уолам (1840—1890)              | 33-й Огайо         | Сбежал 1 июня, но был схвачен к концу месяца. Повторно сбежал 16 октября                     | 20 июля 1864                        | Попал в плен в битве при Чикамоге |
|         | Капрал        | Мартин Джонс Хоукинс (1830—1886)    | 33-й Огайо         | Сбежал 16 октября                                                                            | 17 сентября 1863                    | Машинист паровоза. Проспал поезд из Мариетты, из-за чего не участвовал в рейде. Для конспирации пытался завербоваться в армию конфедератов. Позже повышен до сержанта. |
|         | Рядовой       | Чарльз Перри Шадрак (1840—1862)     | 2-й Огайо          | Повешен 18 июня 1862 года                                                                    | 3 июля 2024                         | Настоящее имя — Филип Гефарт Шадрах. По правилам мог быть награждён медалью Почёта, но это сделано не было. 28 сентября 2008 года Министерство здравоохранения исправило это упущение, однако из-за бюрократических проблем награда официально была выдана только в 2024 году. |